# Biała Gwardia (Finlandia)

Tymczasowa flaga Finlandii z 1918 roku używana przez Białą Gwardię

Obszary Finlandii opanowane przez Białych i Czerwonych, maj 1918

Biała Gwardia lub po prostu Biali (fiń. Valkoiset, ˈʋɑlkoi̯set; szw. De vita, de ˈviːta) – nazwa nadana ruchowi antykomunistycznemu utworzonemu w Finlandii po rewolucji październikowej. Formacja dowodzona przez dawnego carskiego wojskiego, Carla Gustafa Mannerheima, walczyła z siłami Fińskiej Socjalistycznej Republiki Robotniczej, znanymi też jako Czerwoni, podczas fińskiej wojny domowej w 1918 roku.
Na początku wojny domowej Biali kontrolowali większość terytorium Finlandii, głównie jej centralną i północną część. Były to jednak w większości tereny wiejskie, a większość ośrodków przemysłowych, w tym stolica kraju, Helsinki, znajdowały się pod kontrolą Czerwonych, co zmusiło Senat do przeniesienia się do nadmorskiego miasta Vaasa. Niemieckie wojskowe dla fińskich Białych w połączeniu ze stosunkowo niewielkim wsparciem radzieckiej Rosji dla fińskich Czerwonych, pomogło Białym ostatecznie wygrać krótką, ale brutalną wojnę domową. Biali cieszyli się również wsparciem szwedzkich i estońskich ochotników, a także Legionu Polskiego w Finlandii i niektórych oddziałów rosyjskich Białych.
Biała Gwardia przestała istnieć wraz z decyzją o proklamowaniu Finlandii królestwem, z księciem Fryderykiem Karolem Heskim jako monarchą. Nigdy jednak oficjalnie nie objął on tronu, zrzekając się go po klęsce Cesarstwa Niemieckiego w I wojnie światowej, po czym zapadła decyzja o utworzeniu republiki, która przetrwała do dziś. W fińskiej historiografii okres zawieszenia ustrojowego pomiędzy uzyskaniem niepodległości od Rosji a oficjalną decyzją o ustanowieniu Finlandii królestwem znany jest jako „Rząd Tymczasowy” (fiń. väliaikainen hallitus; szw. provisorisk regering), przy czym terminy „Biali” i „Czerwoni” używane są wyłącznie w kontekście wojny domowej.

## Tło

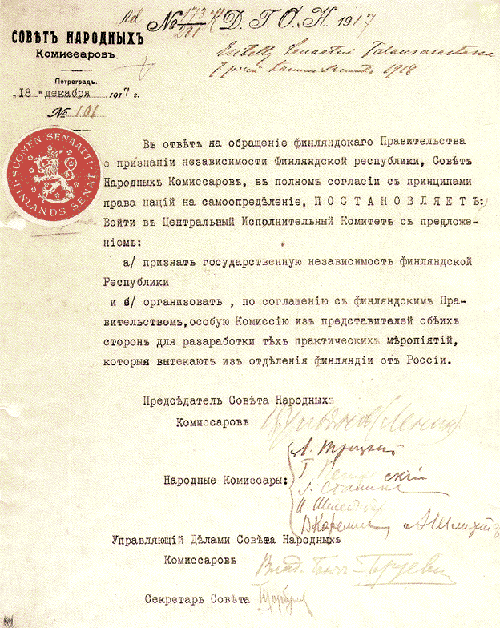
Decyzja Rady Komisarzy Ludowych o uznaniu niepodległości Finlandii, podpisana przez Włodzimierza Lenina, Lwa Trockiego, Hryhorija Petrowskiego, Józefa Stalina, Izaaka Steinberga, Władimira Karielina i Aleksandra Szlichtera

„Biała Finlandia” została utworzona jako rząd tymczasowy 27 listopada 1917 roku po rewolucji październikowej, co doprowadziło do całkowitego upadku unii personalnej między Finlandią a Republiką Rosyjską. Po utworzeniu radzieckiej Rosji i uznaniu Włodzimierza Lenina i innych prominentnych bolszewickich urzędników w Rosji, Finlandia oficjalnie uzyskała niepodległość .
Rząd sprawował władzę w Vaasie od 29 stycznia do 3 maja 1918 roku, został tam też przeniesiony Senat, ponieważ Helsinki zostały zdobyte przez Czerwonych.
Biali nie mieli wspólnych, jasno określonych celów politycznych, poza powstrzymaniem Czerwonych przed przejęciem władzy i przywróceniem konstytucyjnych rządów Senatu (rządu Wielkiego Księstwa Finlandii), utworzonego przez niesocjalistyczne partie w parlamencie, oraz przywróceniem rządów prawa. Tymczasowym przywódcą państwa Białej Gwardii był Pehr Evind Svinhufvud, ówczesny przewodniczący Senatu, a dowództwo nad armią sprawował Carl Gustaf Mannerheim. Konserwatywny rząd Senatu wspierały resztki Legionu Fińskiego stacjonujące na froncie wschodnim.

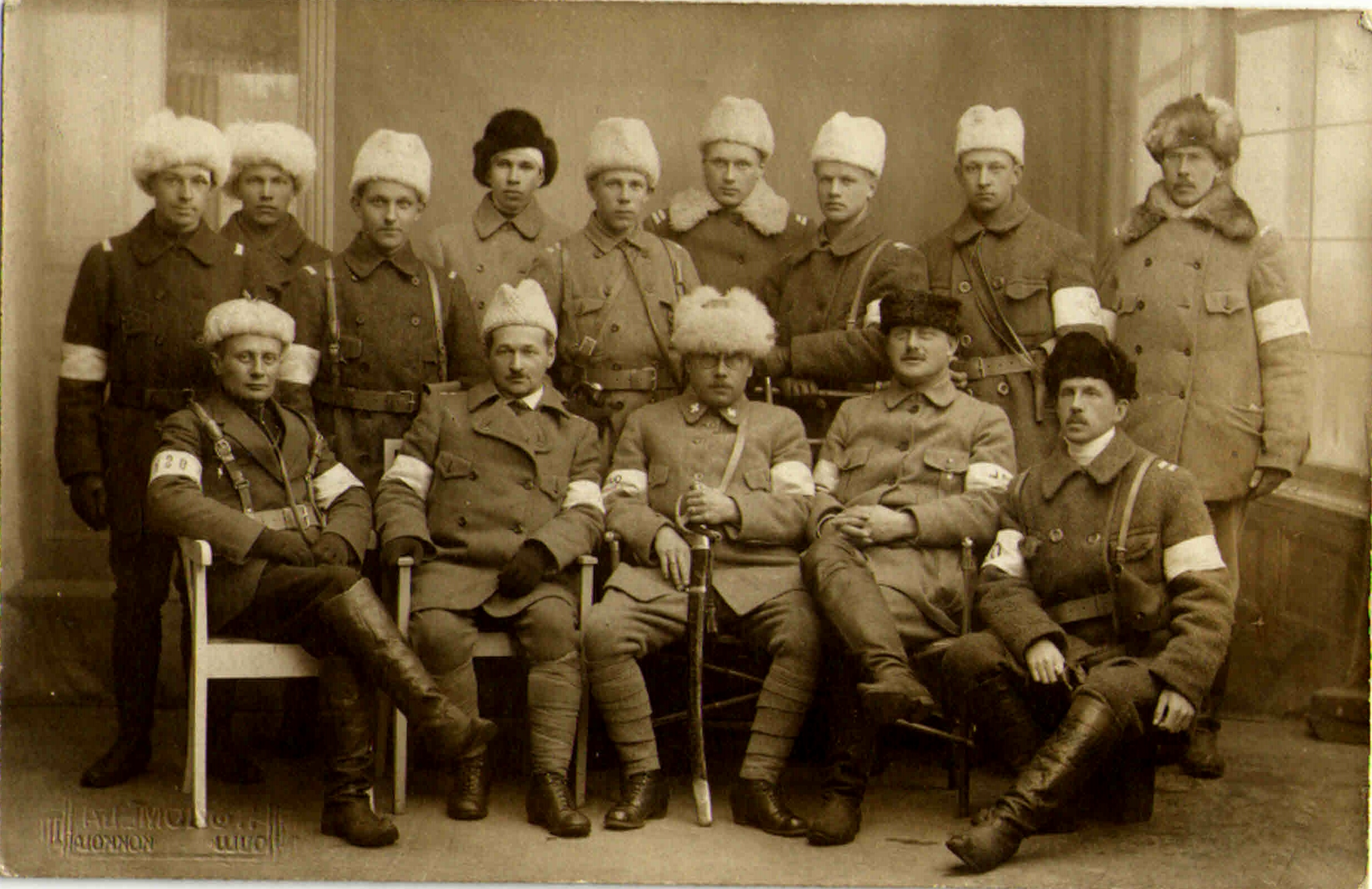
Korpus Ochrony Białej Gwardii w Oulu, 1918

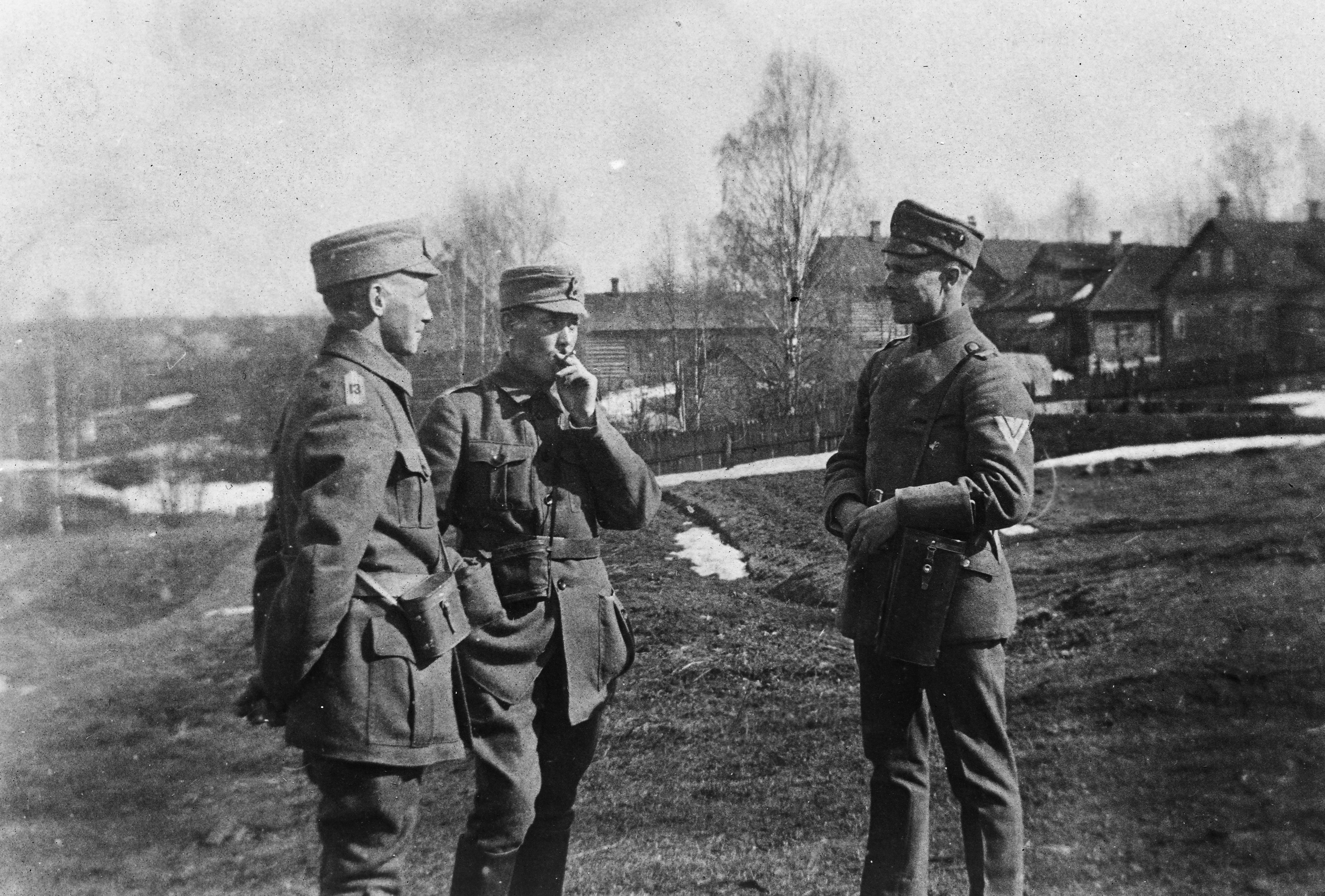
Żołnierze Białej Gwardii w Raivola

Biała Gwardia  (oficjalnie znana jako Gwardia Cywilna), która była armią ochotniczą, złożoną głównie z chłopów i przedstawicieli niższych klas społecznych, stanowiących około 77% wszystkich jednostek bojowych Korpusu Ochrony. Korpus Ochrony liczył w swoich szeregach około 15 000 ludzi, a po wprowadzeniu poboru liczebność Białej Gwardii wzrosła do około 60 000 ludzi. Wraz z wprowadzeniem poboru, klasa robotnicza stanowiła około 25% żołnierzy na pierwszej linii frontu  .
W latach 1914–1917 Cesarstwo Niemieckie werbowało fińskich jegrów na szkolenie wojskowe, a nawet posyłało ich u boku oddziałów niemieckich do walki na froncie wschodnim do walki przeciwko Rosjanom. Po traktacie brzeskim jegrzy wrócili do Finlandii na nadchodzącą wojnę domową. Ponieważ armia carska nie powoływała Finów do służby bojowej, ich unikalne doświadczenia jako weteranów I wojny światowej miały znaczący wpływ na przebieg wojny. Fińscy jegrzy otrzymali broń i wyposażenie odpowiadające tym, jakie otrzymywali regularni żołnierze niemieccy, a także sporadyczne wsparcie militarne ze strony Cesarstwa Niemieckiego.
Biała Gwardia składała się nie tylko z Finów, ale zyskała również wsparcie zagranicznych grup i ochotniczych organizacji wojskowych, takich jak grupa „Przyjaciele Finlandii” w Szwecji, która organizowała i wyposażała szwedzkich ochotników do walki w Finlandii. Dołączył do nich szwedzki oficer, Ernst Linder, który objął dowództwo nad Grupą Satakunta . Fińscy Biali zyskali również sympatię Polaków i Estończyków, którzy również służyli jako ochotnicy w fińskiej wojnie domowej.

## Walki
Działania Białych początkowo były nakierowane na zdobycie ważnego ośrodka przemysłowego Varkaus. Około 1200 Czerwonych, którzy kontrolowali miasto, ostatecznie poddało się, gdy oddziały Białych zabezpieczyły okoliczny teren. Bitwa ta była jednym z punktów zwrotnych wojny domowej, ponieważ dała Białym kontrolę nad północną częścią Finlandii. Sukces kampanii przypisuje się lepszemu wyposażeniu, organizacji i jedności Białych.
Do lutego 1917 roku Finlandia była podzielona na dwie strefy, przy czym Biali kontrolowali obszar na północ od Pori, Tampere, Lahti, Lappeenranty i Viipuri, podczas gdy obszary miejskie na południu znajdowały się w strefie czerwonej. Z pomocą Niemców pod dowództwem gen. mjr. Rüdigera von der Goltza, Biali zdołali odbić Helsinki i Tampere, aż w kwietniu Czerwoni ostatecznie uciekli do radzieckiej Rosji, a zwycięzcy doszli do granic dawnego Wielkiego Księstwa Finlandii. Fińska konstytucja z 1919 roku ustanowiła Republikę Finlandii, a traktat z Tartu między Finlandią a radziecką Rosją z 1920 roku potwierdził ten zapis. 